# Caída de Saigón
La caída de Saigón, llamada también como liberación de Saigón, fue la captura de la ciudad de Saigón (actual Ciudad Ho Chi Minh), capital de Vietnam del Sur, por el Frente Nacional de Liberación de Vietnam y las Fuerzas Armadas de la República Democrática de Vietnam el 30 de abril de 1975. Este hecho supuso el fin de la guerra de Vietnam y el inicio de un período de transición que condujo a la reunificación del país al año siguiente.
Días antes de que cayera la ciudad, se llevó a cabo una evacuación masiva de diplomáticos y personal de apoyo estadounidense, ciudadanos extranjeros y refugiados vietnamitas (incluyendo a dos mil huérfanos vietnamitas durante la Operación Babylift). Este hecho ocurrió bajo la presidencia de Gerald Ford.

## Avance norvietnamita

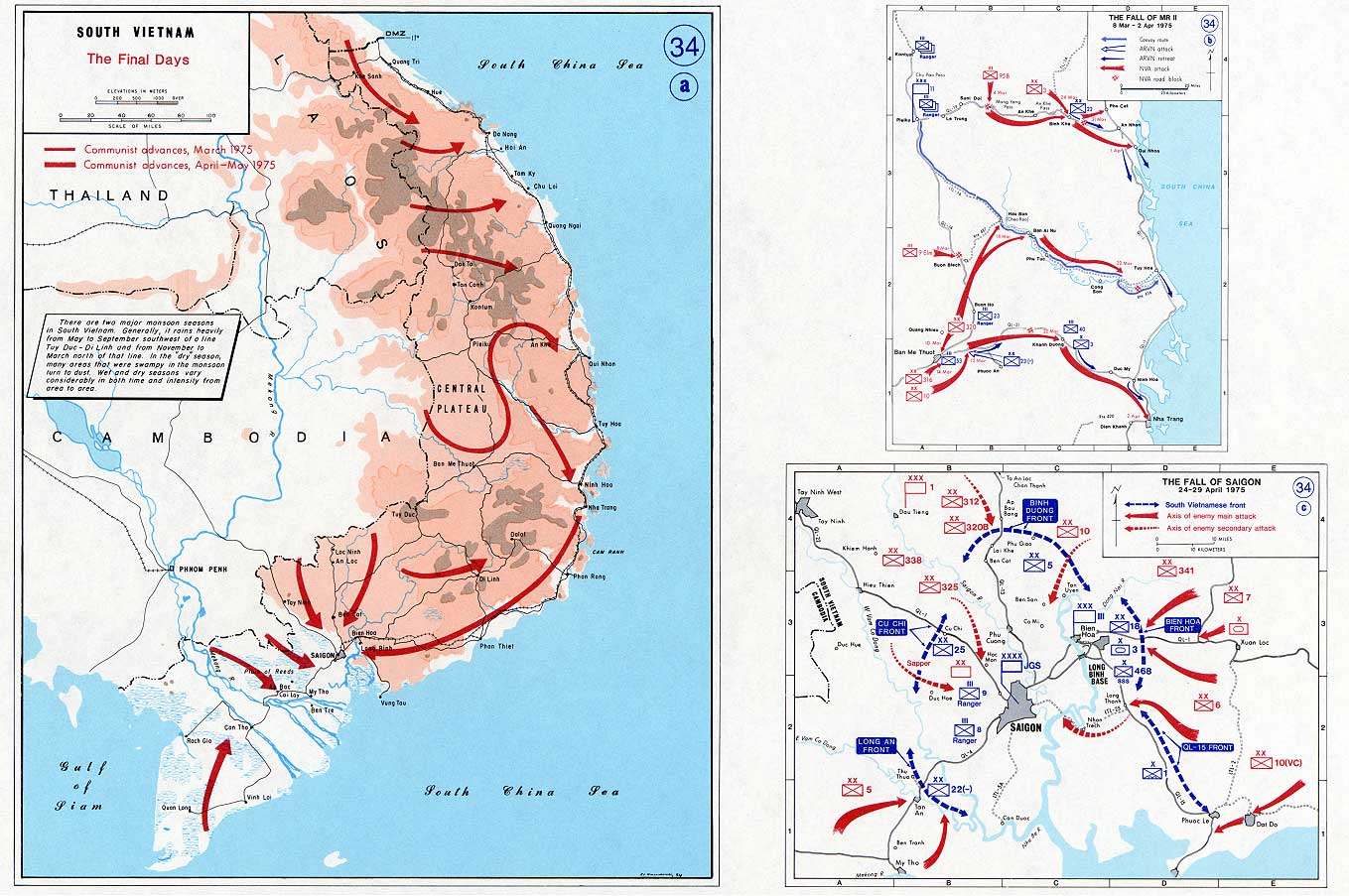
Situación de Vietnam del Sur antes de la captura de Saigón (esq. inf. der.).

La rapidez del colapso de las posiciones survietnamitas en 1975 sorprendió a gran parte de los observadores estadounidenses y survietnamitas, y probablemente también a Hanói y sus aliados. Un memorando, preparado por la CIA y la inteligencia del Ejército de EE. UU. publicado el 5 de marzo, indicaba que Vietnam del Sur podía resistir la temporada seca, esto es, hasta 1976. Esta predicción resultó crasamente errada. Al momento de su publicación, el general Dũng preparaba una ofensiva en la región del Altiplano Central de Vietnam, que comenzó el 10 de marzo y culminó con la captura de Buôn Ma Thuột por los comunistas. El ERVN emprendió una desordenada y costosa retirada, con la esperanza de replegarse y defender la parte más austral de Vietnam del Sur, probablemente un enclave al sur del Paralelo 13 norte.
Con respaldo de artillería, el EVN continuó su marcha a Saigón, capturando las principales ciudades al sur de la Zona Desmilitarizada a fines de marzo: Huế y Đà Nẵng cayeron el 25 y 28 de marzo respectivamente. Simultáneamente, la retirada survietnamita y el escape de refugiados —300 000 en Đà Nẵng— dañaron seriamente la moral survietnamita y, con ella, la posibilidad de revertir la situación. Una vez capturada Đà Nẵng, ésta fue descartada por completo por los miembros de la CIA estacionados en Vietnam, para quienes el avance norvietnamita no podría ser detenido con nada menos que bombardeos con B-52 sobre Hanói.
El 8 de abril, el Politburó que, en marzo, había recomendado cautela a Dũng, le exigió «incesante vigor en el ataque al corazón de Saigon.» El 14 de abril, la ofensiva fue renombrada como Campaña Hồ Chí Minh, en honor al líder revolucionario homónimo, fallecido en 1969, y se fijó como objetivo la conclusión de la misma antes de su cumpleaños el 19 de mayo. Mientras tanto, la imposibilidad de Vietnam del Sur de conseguir un aumento en la ayuda militar estadounidense hizo añicos las esperanzas del Presidente Nguyễn Văn Thiệu de la reanudación del respaldo del país norteamericano.
El 9 de abril, el EVN llegó a Xuân Lộc, la última línea de defensa antes de Saigón, donde la 18.ª División del ERVN defendió la ciudad por varios días antes de ser capturada, con importantes bajas, por los norvietnamitas. Al día siguiente, Thiệu renunció y dio un discurso televisado en el que denunciaba a Washington por haber abandonado a Vietnam del Sur. Ahora, los comunistas se hallaban a 42 km del centro de Saigón. La victoria en Xuân Lộc había alejado a gran cantidad de soldados survietnamitas del Delta del Mekong y permitió a los norvietnamitas movilizar 100 000 soldados para rodear la capital, cosa que tuvo lugar hacia el 27 de abril. Con pocos defensores del ERVN, la suerte de Saigón estaba echada.
El comandante del III Cuerpo del ERVN, General Nguyễn Văn Toàn, había organizado cinco puntos de resistencia alrededor de Saigón. Estos frentes estaban conectados de manera que formaban un arco que envolvía las áreas al oeste, norte y este de la capital. 
- Củ Chi, al noroeste, era defendida por la 25.ª División.
- Bình Dương, al norte, era responsabilidad de la 5.ª División.
- Biên Hòa, al noreste, tenía asignada a la 18.ª División.
- Vũng Tàu y la Ruta 15, al sureste, estaban en manos de la 1.ª Brigada Aerotransportada y un batallón de la 3.ª División
- Long An, bajo la órbita del Comando del Distrito Militar de la Capital, era defendida por elementos de la reactivada 22.ª División.

La defensa de Saigón contaba con aproximadamente 60 000 soldados. Sin embargo, junto con los refugiados de otras partes del país, también llegaban miles de soldados del ERVN, lo cual aumentó la cantidad de hombres de armas en la ciudad a más de 250 000. En muchos casos, estas unidades estaban maltrechas y carecían de líderes, lo que contribuyó a la total anarquía en la urbe.[cita requerida]

## Evacuación
El rápido avance del EVN durante los meses de marzo y principios de abril, aumentaron la preocupación en Saigón de que la ciudad que, durante la guerra, había gozado de cierta paz y cuya población había sufrido relativamente poco, pronto sería blanco de ataques directos. Muchos temían las represalias por parte de los comunistas, una vez que éstos tomaran la ciudad. En 1968, las fuerzas del EVN y el Vietcong habían ocupado Huế por casi un mes. Después de ser expulsados, las tropas estadounidenses y survietnamitas encontraron fosas comunes. Un estudio indicó que los comunistas se habían ensañado con oficiales del ERVN, católicos, intelectuales y empresarios, así como otros supuestos contrarrevolucionarios. Más recientemente, ocho estadounidenses capturados en Buôn Ma Thuột habían desaparecido, y desde Huế y Đà Nẵng se filtraban informes sobre decapitaciones y otras ejecuciones, en buena medida producto de la propaganda gubernamental. Buena parte de los estadounidenses y ciudadanos de países aliados quería abandonar la ciudad antes que ésta cayera, y muchos survietnamitas, en especial aquellos ligados a los gobiernos estadounidense y survietnamita, también querían escapar.
A fines de marzo, algunos estadounidenses comenzaron a abandonar Saigón. Por ejemplo, diez familias se fueron el 31 de marzo. Los vuelos comerciales desde la capital, con pocos pasajeros en circunstancias normales, ahora iban llenos. La velocidad de la evacuación se incrementó a lo largo de abril, a medida que la Agregaduría de Defensa comenzaba a remover a su personal no esencial. Varios estadounidenses adjuntos rehusaron a marcharse sin sus amigos y subordinados vietnamitas, incluyendo esposas e hijos. Era ilegal que la Agregaduría llevara a estas personas a suelo estadounidense, y esto ralentizó el éxodo inicialmente, pero la Agregaduría pronto comenzó a trasladar ilegalmente a indocumentados vietnamitas a la Base Aérea Clark en Filipinas.
El 3 de abril, el presidente Gerald Ford anunció la Operación Babylift, que evacuaría a unos 2000 huérfanos del país. Uno de los aviones de transporte C-5 implicados se estrelló, matando a 155 pasajeros y tripulantes, y reduciendo la moral del personal estadounidense. Sumado a los 2500 huérfanos evacuados en Babylift, otros 110 000 refugiados abandonaron Vietnam en la Operación New Life. La última evacuación fue la Operation Frequent Wind, en la que 7000 personas escaparon de Saigón en helicópteros.

### Planes de la gestión estadounidense para la evacuación final
Para este momento, EE. UU. estaba planeando retirar la totalidad de la presencia estadounidense, no sin complicaciones debido a preocupaciones prácticas, legales y estratégicas. La administración se hallaba dividida sobre qué tan rápida debía ser la evacuación. El Pentágono buscaba que ésta fuera lo más corta posible, a fin de evitar cualquier tipo de bajas o accidentes. El embajador estadounidense en Vietnam del Sur, Graham Martin, era técnicamente el comandante de cualquier evacuación, ya que éstas son competencia del Departamento de Estado. Martin, en su deseo de que el proceso de evacuación fuera lo más discreto y ordenado posible, atrajo para sí el enojo de varios colegas en el Pentágono. El motivo del embajador era impedir el caos total, evitar un baño de sangre y evitar la posibilidad de que los survietnamitas se ensañaran con los estadounidenses.
Ford aprobó finalmente un plan entre ambos extremos: todos menos 1.250 estadounidenses —los bastante pocos como para poder ser extraídos en helicópteros en un solo día— serían evacuados rápidamente; los 1.250 abandonarían Saigón, sólo cuando el aeropuerto fuese amenazado. Simultáneamente, se evacuarían tantos refugiados vietnamitas como fuera posible.
El planeamiento de la evacuación estadounidense iba en contra de otras políticas de la administración. Ford aún esperaba conseguir más ayuda militar para Vietnam del Sur. A lo largo de abril, intentó que el Congreso aprobara un paquete de 722 millones de dólares, que hubiera permitido reconstituir algunas fuerzas survietnamitas que habían sido destruidas. Kissinger se oponía a una evacuación a gran escala mientras siguiera vigente la opción de la ayuda militar, dado que la retirada estadounidense sería una señal de la pérdida de fe en Thiệu y lo debilitaría aún más.
También existía en la administración la preocupación sobre si el uso de fuerzas militares para llevar a cabo la evacuación estaba permitida por la flamante Resolución de Poderes de Guerra. Finalmente, los abogados de la Casa Blanca determinaron que el uso de fuerzas estadounidenses para rescatar a sus ciudadanos en una emergencia, no iría en contra de la ley, pero se desconocía la legalidad de utilizar bienes militares para la extracción de refugiados.

### Refugiados
Mientras que, a los ciudadanos de EE. UU., se les aseguraba generalmente una forma simple de abandonar el país tan solo con presentarse en un punto de evacuación, los survietnamitas recurrieron a arreglos independientes. Los pagos en negro por un pasaporte y una visa de salida se sextuplicaron, y los pasajes en buques se triplicaron. Aquellos que poseían propiedades en la ciudad se vieron obligados a venderlas a precio ridículo o directamente abandonarlas (por ejemplo, el precio inicial de una casa particularmente fastuosa se redujo en un 75% en un período de dos semanas). Las visas de turista estadounidense eran extremadamente valiosas, y los vietnamitas, que buscaban patrocinio por parte de estadounidenses, publicaban anuncios en los periódicos. Uno de ellos rezaba: “Se buscan padres adoptivos. Estudiantes pobres y diligentes” seguido por sus fechas de nacimiento y números de identificación.

## Movimientos políticos e intentos de negociación
A medida que las fuerzas norvietnamitas carcomían el territorio de Vietnam del Sur, la oposición al presidente Thiệu crecía cada vez más. A principios de abril, el Senado votó unánimemente formar un nuevo gobierno, y algunos comandantes propugnaban un golpe de Estado. En respuesta, Thiệu hizo algunos cambios en el gabinete, y el primer ministro Trần Thiện Khiêm renunció. Esto no logró contener la oposición a Thiệu. El 8 de abril, el piloto de la Fuerza Aérea de Vietnam del Sur Nguyễn Thành Trung bombardeó el Palacio Presidencial y se dirigió a una base aérea en manos del EVN. Thiệu resultó ileso.
Muchos en la misión estadounidense —Martin en particular— junto con varias figuras en Washington, creían aún posible negociar con los comunistas, especialmente si Saigón lograba estabilizar la situación militar. La esperanza de Martin era que Hanói estuviese dispuesta a permitir una retirada gradual que permitiera a los survietnamitas que lo desearan, así como a todos los estadounidenses ser evacuados (junto a una retirada militar) a lo largo de un período de meses.[cita requerida]
Las opiniones se encontraban divididas respecto de si cualquier gobierno encabezado por Thiệu pudiera afectar a una solución política. El Ministro de Relaciones Exteriores del Gobierno Revolucionario Provisional ya había manifestado el 2 de abril su disposición para negociar con un gobierno en Saigón que no incluyera a Thiệu. Así, aun los seguidores de Thiệu exigían su salida.
Thiệu renunció finalmente el 21 de abril. Sus comentarios fueron particularmente duros con Estados Unidos: primero, por haber forzado a Saigón a firmar los Acuerdos de paz de París; en segundo lugar por no haber apoyado posteriormente a Vietnam del Sur, en tanto que le pedía al país asiático «hacer una cosa imposible, como llenar el océano con piedras». Asumió entonces el vicepresidente Trần Văn Hương. La opinión del gobierno norvietnamita, emitida por la Radio Hanoi, era de que se trataba de «otro régimen títere».

## Últimos días de Vietnam del Sur
El 27 de abril cayeron cohetes norvietnamitas sobre Saigón por primera vez desde la firma de los Acuerdos de paz de París.
Al ser rechazadas sus propuestas por el Norte, Tran renunció el 28 de abril y fue sucedido por el general Duong Van Minh, quien debió hacerse cargo de un Estado colapsado. Aun así, todavía quedaban esperanzas de llegar a un acuerdo, dados sus lazos de larga data con los comunistas. Sin embargo, Hanói no tenía intenciones de negociar. A las 00:00 horas del 28 de abril comenzó el asalto final contra el último bastión de Vietnam del Sur. En el puente Newport, a 5 km de Saigón, el Vietcong ocupó Thảo Điền, en el extremo oriental del mismo y trató de cruzarlo, pero fueron repelidos por el 12.º Batallón Aerotransportado. Mientras Bien Hoa caía en manos de los comunistas, el general Toan se trasladó hacia Saigón e informó al gobierno que prácticamente la totalidad de la plana mayor del ERVN se había resignado a la derrota.
A las 18:06 horas, mientras Minh terminaba de pronunciar su discurso de aceptación del cargo, una formación de tres A-37 Dragonfly, al mando de expilotos de la FAVS que habían desertado durante la caída de Da Nang y se habían unido a la FAVN, dejó caer seis bombas Mark 81 de 250 lb sobre el aeropuerto de Tan Son Nhut. Inmediatamente fueron despachados cazas Northrop F-5 en su búsqueda, pero no lograron interceptarlos. Los C-130 que despegaban de Tan Son Nhut reportaron haber sido impactados por proyectiles de ametralladoras de 12.7 mm y de cañones antiaéreos de 37 mm, mientras que, tanto el aeropuerto como la base aérea, comenzaban a ser objeto de fuego esporádico de cohetes y artillería. Los vuelos con C-130 fueron suspendidos durante el ataque y reanudados hacia las 20:00 horas.
A las 03:58 horas del 29 de abril, un C-130E (matrícula 72-1297) fue destruido por un cohete de 122 mm mientras corría por la pista con refugiados. La tripulación escapó del avión incendiado, dejándolo en la pista y partió del aeródromo en otro Hércules que había aterrizado anteriormente. Ese fue el último aparato de ala fija de la Fuerza Aérea de los Estados Unidos en abandonar Tan Son Nhut.
Al alba, comenzó el éxodo de la Fuerza Aérea de Vietnam: los A-37, F-5, C-7, C-119 y C-130 partieron hacia Tailandia, mientras que los helicópteros UH-1 se dirigieron al mar en busca de la flota de Task Force 76. Algunos aparatos de la FAVS optaron por quedarse e intentar repeler al EVN el mayor tiempo posible. Un cañonero AC-119 pasó toda la madrugada del 29 de abril arrojando bengalas para señalar blancos del EVN –no había un controlador aéreo avanzado– y disparando sobre ellos. Al amanecer del 29 de abril, dos A-1 Skyraider despegaron y comenzaron a patrullar el perímetro de Tan Son Nhat a unos 750 m, hasta que uno de ellos fue derribado, aparentemente con un misil antiaéreo 9K32 Strela-2. A las 07:00 horas, el AC-119 que estaba atacando formaciones norvietnamitas al este de la base también fue derribado por un Strela, y se desplomó en llamas.
A las 06:00 horas, el Politburó ordenó al general Dung «atacar con la mayor determinación directo hacia la última guarida del enemigo.» Tras un día de intensos bombardeos, el EVN estaba listo para emprender la última avanzada sobre la ciudad.
Dos horas después, el teniente general Trần Văn Minh, comandante de la FAVS, se presentó en el complejo de la Agregaduría de Defensa junto a una treintena de miembros de su personal, exigiendo ser evacuados. La estructura de mando de la Fuerza Aérea survietnamita era ya inexistente.

### OperaciónFrequent Wind

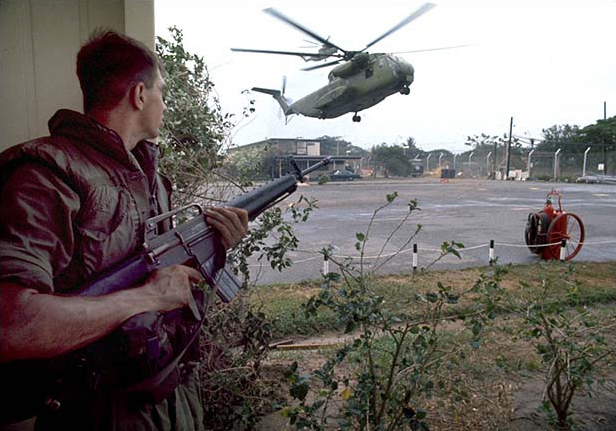
Un infante de marina estadounidense con un fusil M16A1 custodia un helicóptero de evacuación en la Agregaduría de Defensa.

El fuego de cohetes y la presencia de escombros en la pista motivaron a que el general Homer D. Smith, agregado estadounidense de defensa en Saigón, aconsejara al embajador Martin que la evacuación fuera llevada a cabo por helicópteros.
En un principio, Martin había planeado utilizar aeronaves de ala fija desde la base, pero esta idea debió ser descartada cuando un piloto survietnamita optó por desertar y dejó caer sus bombas en las únicas pistas de despegue que aún no habían sido dañadas por el bombardeo.
Presionado por el secretario de estado Henry Kissinger, Martin obligó a guardias de la infantería de marina llevarlo a Tan Son Nhat, bajo fuego norvietnamita, para observar personalmente la situación. Al ver que el uso de aviones no era una opción, Martin dio luz verde para comenzar las operaciones por helicópteros.
Se informó desde las afueras de la ciudad que el EVN se estaba acercando. A las 10:48 horas, Martin comunicó a Kissinger su voluntad de poner en marcha el plan de evacuación Frequent Wind, y Kissinger retransmitió la orden tres minutos después. La estación de radio estadounidense comenzó a reproducir esporádicamente el tema de Irving Berlin White Christmas, la señal que indicaba al personal estadounidense que debían trasladarse a los puntos de evacuación.
De esta forma, se utilizarían helicópteros CH-53 y CH-46 para evacuar estadounidenses y aliados survietnamitas hacia buques de la Armada de EE. UU., incluyendo los de la Séptima Flota, en el mar de la China Meridional. El punto central de evacuación era el complejo de la Agregaduría de Defensa, en Tan Son Nhat. Ómnibuses se movieron por toda la ciudad, recogiendo pasajeros y conduciéndolos al aeropuerto. Los primeros contingentes arribaron al mediodía. El primer CH-53 aterrizó en el complejo a la tarde y, al caer la noche, 395 estadounidenses y más de 4000 vietnamitas habían sido evacuados. Hacia las 23:00 horas, los infantes de marina que custodiaban al zona se estaban retirando y preparando la demolición de la Agregaduría, así como el retiro de equipamiento, archivos y dinero estadounidenses. Los helicópteros UH-1 de Air America también participaron de la evacuación.
El plan original no contemplaba una evacuación por helicóptero a gran escala desde la embajada estadounidense, sino que éstos y los ómnibuses debían llevar a las personas desde la embajada hacia la Agregaduría de Defensa. Sin embargo, una gran cantidad de refugiados quedaron varados en el edificio de la embajada, incluyendo muchos vietnamitas. Más civiles vietnamitas rodearon el complejo y escalaron sus muros, con la esperanza de recibir el estatus de refugiados. Si bien las tormentas eléctricas dificultaron las operaciones de los helicópteros, la evacuación desde la embajada continuó sin mayores inconvenientes a lo largo de la tarde y noche.
A las 03:45 horas del 30 de abril, Kissinger y Ford le ordenaron a Martin restringir las evacuación a estadounidenses. De mala gana, Martin anunció que sólo éstos serían admitidos, debido al temor de la inminente captura de la ciudad por parte de los norvietnamitas y al deseo de la administración de Ford de anunciar la terminación de la evacuación. El presidente Ford ordenó a Martin subirse a un helicóptero, cuya señal de identificación era Lady Ace 09. Su piloto, Gerry Berry, tenía órdenes directas del presidente Ford de que Martin debía estar a bordo del aparato, escritas en sus rodilleras con lápiz de cera. La esposa de Martin, Dorothy, ya había salido del país en otro vuelo, y dejó atrás su maleta personal para que alguna mujer survietnamita pudiera abordar junto a ella.

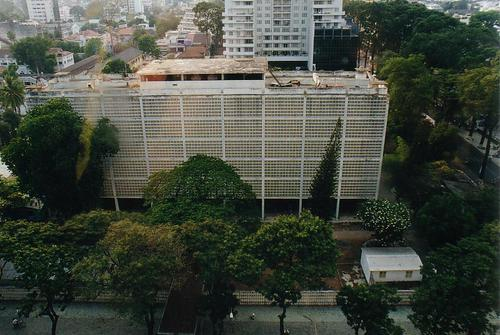
Antiguo edificio de la embajada de EE. UU. en la Ciudad Ho Chi Minh en abril de 1998, poco antes de su demolición.

El Lady Ace 09 finalmente despegó a las 04:58 horas – los infantes de marina tenían una orden de reserva de detener a Martin y obligarlo a abordar para preservar su seguridad, en caso de una negativa suya. Habían sido evacuados desde la embajada 978 estadounidenses y unos 1.100 vietnamitas. Los infantes que custodiaban el edificio fueron recogidos al amanecer, despegando el último aparato a las 07:53 horas. Cuatrocientos veinte survietnamitas y surcoreanos fueron abandonados en el complejo de la embajada, más otra multitud aguardando en la calle.
A los estadounidenses y los refugiados que éstos transportaban, se les permitió abandonar el país sin intervención de ningún bando. Los pilotos de los helicópteros que se dirigían Tan Son Nhat eran conscientes de que la defensa aérea norvietnamita los seguía, pero se abstuvieron de disparar. Deduciendo que la pronta terminación de la evacuación reduciría el riesgo de una intervención estadounidense, Hanói impartió al general Dũng la orden de no atacar el puente aéreo. Mientras tanto, se les prometió salvoconducto a los miembros de la policía en Saigón a cambio de que cuidaran los autobuses que se dirigían a la embajada y mantuvieran el orden en la ciudad.
Si bien éste fue el final de la operación militar estadounidense, ciudadanos vietnamitas continuaron autoevacuándose de Saigón en barcos y, cuando fue posible, en aviones. Aquellos pilotos de la Fuerza Aérea de Vietnam que tuvieran acceso a helicópteros los usaron para volar con sus familias hacia los buques de la Séptima Flota, en donde pudieron aterrizar. Unos 45 aparatos debieron ser lanzados por la borda para hacer espacio en la cubierta para otras aeronaves. Otros aparatos survietnamitas se dirigieron a Tailandia en busca de refugio, mientras que dos Cessna O-1 aterrizaron en portaaviones estadounidenses.
El embajador Martin fue trasladado al USS Blue Ridge, en donde solicitó el regreso de los helicópteros al complejo de la embajada para recoger a los centenares de personas que aún esperaban a ser evacuadas. A pesar de que sus ruegos fueron en vano, sí logró convencer a la Séptima Flota de permanecer en posición por varios días, de manera que, cualquiera que pudiera llegar por mar o aire, fuera rescatado.
Muchos vietnamitas obtuvieron la ciudadanía estadounidense bajo la Ley para la Ayuda a la Migración y Refugiados de Indochina.  
Años después, cuando Estados Unidos restableció relaciones diplomáticas con Vietnam, la antigua embajada fue devuelta al país norteamericano. La escalera que conducía al helipuerto del edificio fue salvada de la demolición y se encuentra en exhibición permanente en el Museo Gerald R. Ford.

### Asalto final y capitulación
En las primeras horas del 30 de abril, Dung ordenó a sus comandantes dirigirse a las principales instalaciones y puntos estratégicos de la urbe. La primera formación norvietnamita en entrar a Saigón fue la 324.ª División. Para el amanecer, resultaba obvio que la posición del ERVN era imposible de mantener. 
Por la mañana, un nuevo intento por parte de zapadores del EVN de hacerse con el Puente Newport fue repelido por las fuerzas aerotransportadas survietnamitas. A las 09:00 horas, una columna de tanques norvietnamitas se acercaron al puente, pero recibió fuego de tanques del ERVN, que destruyó el T-54 que encabezaba la columna y mató al comandante de su batallón.
La Fuerza de Tareas 3 del 81.º Grupo Ranger del ERVN, al mando del Mayor Pham Chau Tai, defendió Tan Son Nhut y se unió con los restos de la unidad Loi Ho. A las 07:15 horas del 30 de abril, el 24.º Regimiento norvietnamita llegó a la intersección de Bay Hien, a 1,5 km de la entrada principal a la Base Aérea de Tan Son Nhut. El T-54 que iba a la cabecera recibió el impacto de un cañón sin retroceso M67, en tanto que, en el segundo, penetró un proyectil de un tanque M48 Patton. La infantería del EVN se enfrentó al ERVN en combates casa por casa, empujando a este último a la base para las 08:45 horas. El EVN despachó entonces a un batallón de infantería y tres tanques para asaltar la puerta principal, pero cayeron bajo intenso fuego antitanque y de ametralladoras, en el que murieron unos 20 soldados norvietnamitas y fueron destruidos los tres tanques. El EVN intentó entonces traer un cañón antiaéreo de 85 mm, que fue inutilizado por el ERVN antes de que pudiera comenzar a disparar. La 10.ª División del EVN ordenó sumar ocho tanques y otro batallón de infantería al ataque, pero al acercarse estos a la intersección de Bay Hien, fueron atacados por aviones de la FAVS que operaban desde la Base Aérea de Binh Thuy, quedando destruidos dos de los T-54. Los seis tanques sobrevivientes llegaron a la puerta principal a las 10:00 horas y lanzaron su ataque. Otros tres T-54 fueron destruidos por fuego antitanque: dos en frente de la entrada y un tercero mientras intentaba flanquear las defensas.
A las 10:24 horas, el general Minh declaró la rendición incondicional por radio. Ordenó a sus tropas «detener las hostilidades en calma y permanecer donde están», en tanto que invitaba al Gobierno Provisional Revolucionario a participar en «una ceremonia de transferencia del poder en orden para evitar cualquier derramamiento de sangre innecesario en la población.»
Sobre las 10:30 horas, el Mayor Pham, en Tan Son Nhut, oyó por radio el anuncio de Minh y se dirigió al complejo del Estado Mayor Conjunto para solicitar instrucciones. Telefoneó al General Minh, cuya respuesta fue que se preparase para rendirse. Pham dijo a Minh: «Si los tanques del Vietcong entran al Palacio Presidencial, nosotros iremos a rescatarlo, señor.» Minh rechazó la oferta y Pham ordenó a sus hombres retirarse de las puertas de la base.
A las 11:30 horas, el EVN las cruzó.

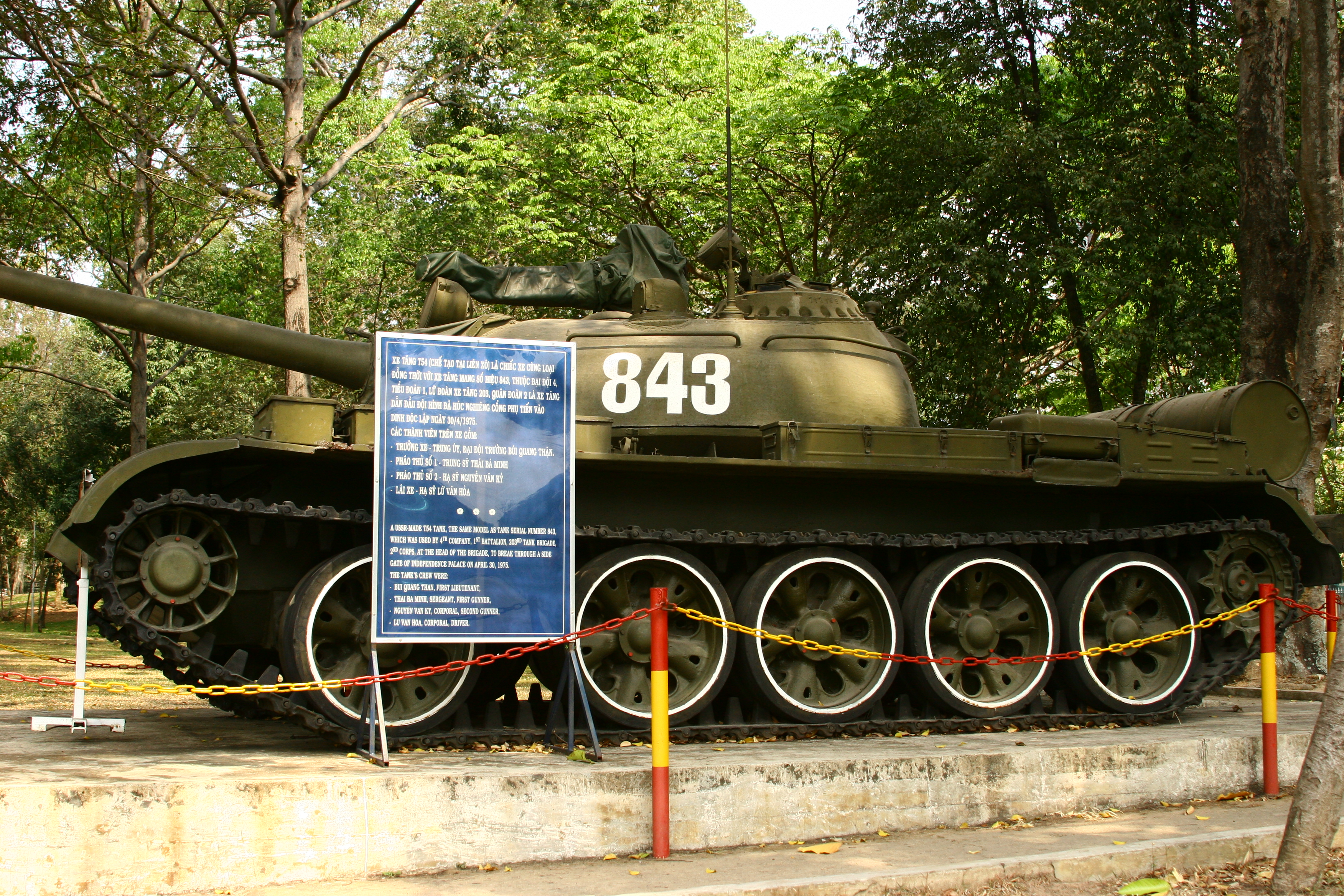
El tanque que ingresó en el palacio presidencial.

No obstante, el EVN se hallaba en una posición absolutamente dominante y, en consecuencia, no estaba interesado en una transferencia pacífica del poder. Sobre el mediodía, tanques T-54/55 al mando del coronel Bùi Tín derribaron las puertas del Palacio de la Independencia. Los comunistas encontraron a Minh y treinta de sus consejeros sentados alrededor de una mesa ovalada en la sala del gabinete, aguardando a sus vencedores. Cuando estos ingresaron, Minh les dijo:

La revolución está aquí. Ustedes están aquí.

Agregó:

Los hemos estado esperando aquí para entregar el gobierno.

La respuesta de Tín fue:

No hay duda sobre su transferencia del poder. Su poder ha colapsado. Usted no puede entregar lo que no tiene.

A las 15:30 horas, Minh anunció por radio: «Yo declaro [que] el gobierno de Saigón está completamente disuelto en todos sus niveles.»
Con esto, finalizaba la guerra de Vietnam, Vietnam del Sur desaparece como Estado independiente y se instala el Gobierno Revolucionario del Vietcong.

## Consecuencias

### Entrega de Saigón
Veinticuatro horas después de la caída, la ciudad fue rebautizada como «Ciudad Ho Chi Minh», en honor al líder revolucionario vietnamita Hồ Chí Minh (fallecido en septiembre de 1969). El orden fue rápidamente restablecido en la ciudad, aunque la embajada estadounidense, antes el sitio de evacuación por helicóptero, fue saqueada.
Aún después de la partida de los estadounidenses, muchos pilotos survietnamitas que tuvieran acceso a alguna aeronave escaparon en ellas con sus familias hacia Tailandia o los portaaviones que aún se encontraban esperando en el Golfo. Decenas de helicópteros debieron ser arrojados al mar para hacer espacio en los navíos.
Reunificación de Vietnam
Con la caída de Saigón se pone el gobierno Revolucionario del Vietcong como estado asociado a Vietnam del Norte; un año después, el país es reunificado como Vietnam.

## Conmemoración
El 30 de abril es un día festivo en Vietnam, conocido como el Día de la Reunificación o Día de la Liberación (Ngày Giải Phóng en vietnamita).